# Três Rios
Três Rios é um município brasileiro do estado do Rio de Janeiro. Pertence à Região Geográfica Intermediária de Petrópolis e à Região Geográfica Imediata de Três Rios-Paraíba do Sul. Localiza-se cerca de 125 km ao norte da capital do estado. Segundo o Instituto Brasileiro de Geografia e Estatística (IBGE), sua população estimada para 1.º de julho de 2021 era de 82 468 habitantes, ocupando uma área de 322 843 km². A cidade faz parte do eixo industrial das cidades próximas à BR-040 e das próximas à BR-393.
A cidade de Três Rios foi emancipada de Paraíba do Sul em 1938. Sua etimologia dá-se em referência ao encontro dos rios Paraíba do Sul, Paraibuna e Piabanha, localizado no bairro Moura Brasil, sendo a cidade conhecida anteriormente como São Sebastião do Entre-Rios e Entre-Rios, até 1939. Atualmente, o município é composto pela cidade de Três Rios, além do distrito de Bemposta. Sua área de influência estende-se por toda a região Centro-sul Fluminense, parte da região Serrana Fluminense, e uma pequena parte da Zona da Mata Mineira.
Em uma área estratégica a cidade é cortada por duas grandes rodovias federais (BR-040 e BR-393) e por uma grande ferrovia (Estrada de Ferro Central do Brasil), possui o maior entroncamento rodoferroviário do país. Três Rios foi chamada de "Esquina do Brasil" pelo presidente Juscelino Kubitschek devido à sua localização privilegiada entre grandes rodovias e ferrovias. Sua principal tradição cultural é o Carnaval de Três Rios, que teve suas origens na época de emancipação do município, alguns atrativos culturais, naturais e arquitetônicos são o Teatro Celso Peçanha, a igreja Matriz de São Sebastião e o encontro dos Três Rios.

## História
A referência mais remota sobre o território do município de Três Rios data do início do século XIX, quando Antônio Barroso Pereira obteve, por requerimento de 16 de setembro de 1817, "terras de sesmaria no sertão entre os rios Paraíba e Paraibuna..." É no teor da concessão da referida sesmaria, exarada pela coroa portuguesa, que se identifica a origem da primeira toponímia do município “Entre-Rios”.
Dentro do seu patrimônio territorial, Antônio Barroso Pereira fundou cinco fazendas: a fazenda Cantagalo, a mais importante, e as fazendas Piracema, Rua Direita, Boa União e Cachoeira, todas dependentes da primeira.
Em 23 de junho de 1861, foi inaugurada a Estrada União e Indústria (que ligava Petrópolis a Juiz de Fora) e que passava pelas terras da fazenda Cantagalo. Essa rodovia contou com grande colaboração do fazendeiro Antônio Barroso Pereira e, por esse motivo, o imperador Pedro II agraciou-lhe, em 1852, com o título honorífico Barão de Entre-Rios. Ainda em sua homenagem à estação rodoviária local, foi dado o nome de Estação de Entre-Rios. Com o batismo da estação não tardou que o pequeno povoado, formado às margens da rodovia, passasse a ser conhecido como Entre-Rios.
Em 1867, os trilhos da Estrada de Ferro D. Pedro II chegaram à região e, tal a rodovia, essa ferrovia recebeu o importante apoio do Barão que, falecido em 1862, transmitiu a fazenda Cantagalo para sua filha Mariana Claudina Pereira de Carvalho, feita Condessa do Rio Novo em 1880.
A 13 de agosto de 1890, pelo decreto 114, o povoado de Entre-Rios foi elevado a 2º Distrito de Paraíba do Sul.
Confirmava-se o acelerado progresso local, apresentado por uma superioridade frente ao distrito sede: maior população, maior contingente eleitoral, maior arrecadação de impostos - variados componentes que fizeram com que o povo entrerriense reivindicasse sua emancipação de Paraíba do Sul, já no início da década de 20.
Viúva e sem filhos, a Condessa, falecida em 5 de junho de 1882, em Londres, onde se encontrava em tratamento de saúde, deixou a fazenda Cantagalo para a obra assistencial que planejara em Paraíba do Sul, a Casa de Caridade, com a recomendação de que "as terras próximas à Estação de Entre-Rios", poderiam ser aforadas para os que ali quisessem residir. Tratava com essa recomendação de garantir recursos perpétuos àquela futura casa de assistência social.
Somada à movimentação que já se fazia sentir pela rodovia e pela ferrovia, a oportunidade do aforamento de terras veio, sobremaneira, efetivar um relativo progresso para o local, já reconhecido como importante entroncamento rodoferroviário.
Em 14 de dezembro de 1938, pelo decreto 634, o distrito de Entre-Rios conseguiu a sua emancipação político-administrativa e o novo município foi instalado a 1 de janeiro de 1939.
Todavia, o município, nascido com a toponímia de Entre-Rios, viu-se no início dos anos 40 obrigado, por órgãos federais, a mudar a sua denominação pela triplicidade do nome existente em outros municípios brasileiros. A partir de 31 de dezembro de 1943, pelo decreto-lei 1056, o município de Entre-Rios passou a chamar Três Rios, numa clara conotação aos três mais importantes rios que cortavam o seu território: rios Paraíba do Sul, Piabanha e Paraibuna. Porém, manteve-se o nome Entre-rios em várias instituições e estabelecimentos comerciais, como forma de resguardar a história da região.

## Política
Poder legislativo
O poder legislativo de Três Rios funciona no Palácio Vereador José Moacyr Pereira, situado na Avenida Rui Barbosa, no bairro Cantagalo. A Câmara conta hoje com quinze vereadores, sendo presidida pelo vereador Erquinho professor (PL).
A Câmara de Vereadores da cidade é composta pelos seguinte nomes, eleitos para a legislatura 2021-2024:
| Nome                            | Partido       |
| ------------------------------- | ------------- |
| Erquinho professor (Presidente) | PL            |
| Tônico Coelho                   | PL            |
| Ana Carolina Motta Junqueira    | PV            |
| Bia Bogossian                   | PSB           |
| Clecius Silva de Sousa          | PTB           |
| Ana Clara Araujo                | REDE          |
| Robson Dentista                 | PSDB          |
| Francisco Carlos Gama (Bill)    | REDE          |
| Jonas Dico                      | PSL           |
| Jaqueline Costa                 | REPUBLICANOS  |
| Anderson Muriçoca               | PDT           |
| Telmo Cardoso                   | PSC           |
| Gustavo Carvalho                | MDB           |
| Flávio Duarte                   | SOLIDARIEDADE |
| Rogério Camarinho Tavares       | DEM           |

Poder executivo
O Poder Executivo de Três Rios funciona no Centro Administrativo Ulysses Silveira Guimarães, na Praça São Sebastião, Centro.
O chefe do executivo é o prefeito Joacir Barbaglio (PL), tendo o município, Professor Jacqueson Martins (sem partido) como vice-prefeito. O prefeito Joa, como é conhecido, está à frente da prefeitura pelo primeiro mandato.[carece de fontes?]

## Geografia
Três Rios está localizada às margens do Rio Paraíba do Sul e é atravessada pela Rodovia Lúcio Meira (Leste-Oeste) margeando o mesmo rio, pela Rodovia Washington Luiz (Sul-Norte) e pela Estrada de Ferro Central do Brasil (Oeste-Noroeste e Oeste-Nordeste). Seu município é o penúltimo do estado percorrido pela segunda rodovia e pela ferrovia citadas, antes da divisa com o estado de Minas Gerais.
A extensão territorial de Três Rios ainda é bastante abundante em vista a outras cidades do estado. Os limites são: Noroeste, o município de Comendador Levy Gasparian; a nordeste o município de Chiador (Minas Gerais); a leste o município de Sapucaia; a sudeste o município de São José do Vale do Rio Preto; a sul o município de Areal, e a oeste o município de Paraíba do Sul.
O município está subdividido nos distritos de Três Rios (sede) e Bemposta (2° distrito). Estando a uma altitude de 275 metros e conta com uma densidade demográfica de 242.22 hab/km².

### Relevo
O relevo do município é típico de vale, estando o município localizado entre rios.
Conforme nos afastamos do rio Paraíba do Sul (rio que corta grande parte da malha urbana), encontramos formações montanhosas arredondadas, sendo que dessas avistamos as formações rochosas da região serrana fluminense.
No outro extremo do município, junto ao limite arealense, encontramos o início das formações da região serrana fluminense, com a presença de elevadas montanhas rochosas.

### Hidrografia
A natureza é o berço do município de Três Rios. Em seu território, o encontro dos rios Paraíba do Sul, Piabanha e Paraibuna desponta como referência imediata, desde o início do século XIX, quando uma concessão da coroa portuguesa ao fazendeiro Antônio Barroso Pereira, identifica a região como Entre-Rios.
O encontro  é considerado seu principal ponto turístico. Sendo que o Rio Paraíba do Sul domina a paisagem urbana de Três Rios, o rio é o manancial que a cidade dispõe para seu abastecimento, e é receptor de toda a malha hidrográfica urbana.

### Serras
São Lourenço, Monte Alegre, Tubarão, Cotia, Boa Sorte e Boa Vista: o encontro dos Três Rios é a grande atração da região, em meio a jequitibás-rosa. Na paisagem, opções de ecoturismo nos morros, vales e serras que emolduram a imensidão.
A  oito quilômetros do centro, o Encontro dos Três Rios, é aonde chegam os botes de rafting que descem as corredeiras do rio Paraibuna. Na mistura das águas, os aventureiros e turistas marcam presença e desafiam as corredeiras levando a adrenalina a mil. Rapel, tirolesa e escalada também são esportes radicais bastante procurados.

### Rafting
A prática do rafting no rio Paraibuna fica mais rica associada à existência de várias empresas que operam atividades do turismo de aventura em Três Rios. São 22 km rio abaixo, entre seis inesquecíveis corredeiras – uma aventura única e cheia de emoção. O ponto final da descida é outra grande atração, pois acontece no encontro dos rios Paraibuna, Paraíba do Sul e do Piabanha, formando o único delta triplo da América Latina.

## Subdivisões
Ao todo, Três Rios divide-se em 54 bairros, a saber: Alto Purys, Ataúlfo, Barros Franco, Bemposta, Boa União, Caixa D'Água, Cantagalo, Cariri Centro, Cidade Nova, Grama, Habitat, Hermogênio Silva, Itajoana, Jaqueira, Jardim Primavera, Ladeiras das Palmeiras, Mãe Preta, Margem Direita, Mirante Sul Monte Castelo, Morada do Sol, Morro do C.T.B., Morro do Sargento, Morro dos Caetanos, Moura Brasil, Mutirão, Nova Niterói, Nova Três Rios, Palmital, Parque dos Ipês, Passa Tempo, Pátio da Estação, Pilões, Ponte das Garças, Ponto Azul, Praça Juscelino Kubitschek Portão Vermelho, Purys, Residencial Vila Nova, Rua Direita, São Carlos, Santa Cecília, Santa Rosa, Santa Terezinha, Triângulo, Vale dos Barões, Vale da Cachoeira, Várzea de Otorino, Vila Esperança, Vila Estrela, Vila Isabel, Vila Nova e Werneck Marine.

## Desenvolvimento
A cidade vem se destacando na geração de emprego e renda. No entanto oferece baixos salários aos profissionais da esfera pública municipal, sendo possível observar grande desproporcionalidade salarial entre funcionários com mesmo grau de formação e que desempenham igual função quando comparados aos municípios vizinhos com menor PIB. Os servidores que aguardam pela aprovação do PCCS têm hoje a pior renda da Região Sul Fluminense. De acordo com dados da Junta Comercial do Estado do Rio de Janeiro (Jucerja), nos últimos cinco anos, 1.479 empresas (entre micro, pequenas, médias e grandes) se instalaram no município, gerando cerca de 9000 empregos diretos. De forma planejada, a administração municipal vem buscando dotar a cidade da infraestrutura necessária para atender a população flutuante em torno de 150 mil pessoas, que buscam o município para lazer, trabalho e compras.

### Industrial

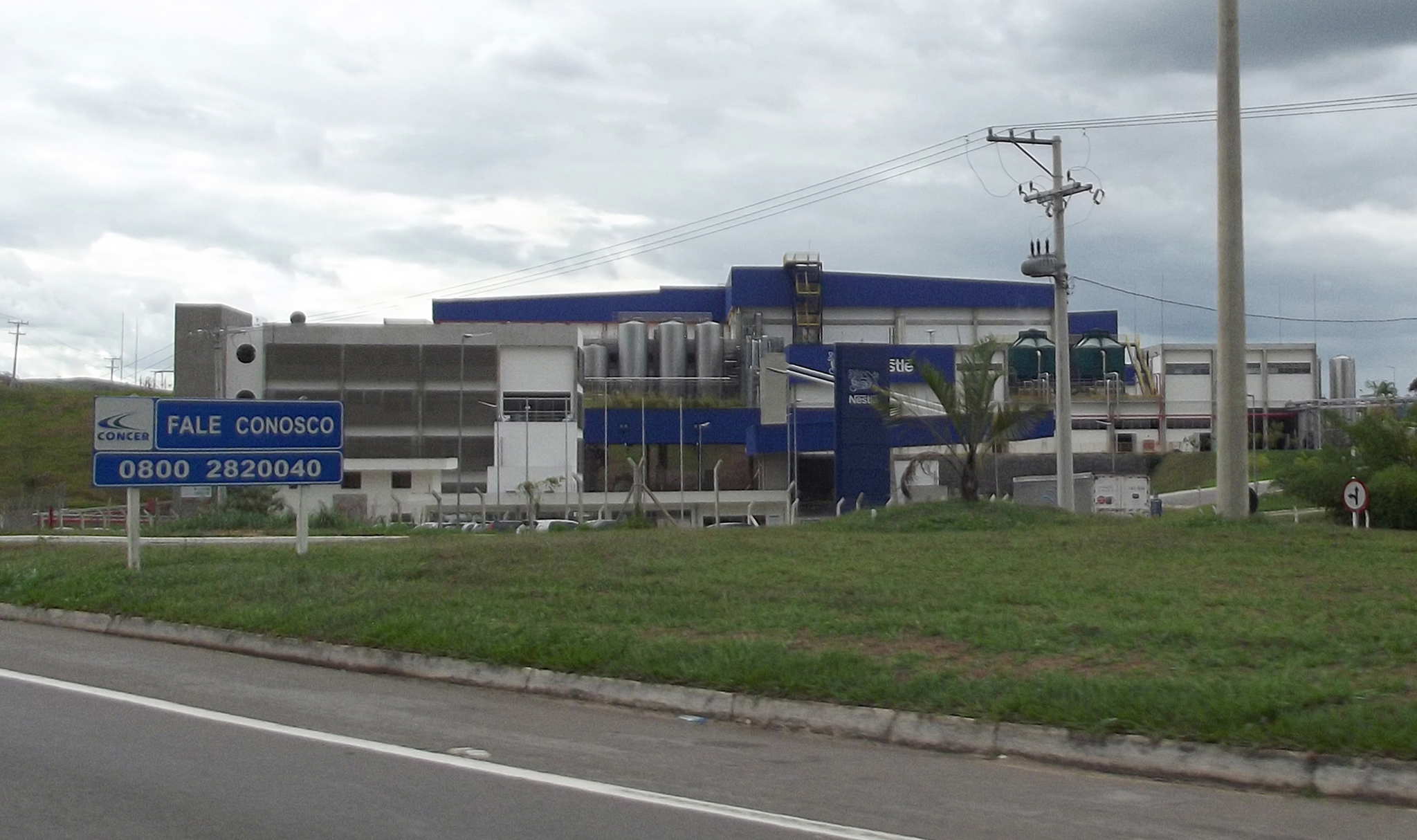
Fábrica da Nestlé, instalada na Cidade Empreendedora

Três Rios já se destacou pela industrialização principalmente no ramo ferroviário e de alimentos, tendo declinado com a quebra de duas importantes empresas da região, principalmente a Companhia Industrial Santa Matilde fabricante de automóveis, vagões e tratores.
Em 16 de março de 2011 foi anunciado oficialmente pelo governador Sérgio Cabral, o presidente da Nestlé no Brasil, Ivan Zurita, e o prefeito de Três Rios, Vinicius Farah, a instalação da terceira fábrica da Nestlé no Estado e a 31ª do país, cuja sede será o município trirriense.
No dia 27 de março de 2014 o estado do Rio de Janeiro de mais um passo para se consolidar como o novo polo automotivo do país. Foi inaugurada em Três Rios, na Região Centro-Sul Fluminense, a fábrica de ônibus gaúcha Neobus. Com investimentos de R$ 100 milhões, a empresa anunciou que pretende expandir sua área de atuação nos próximos anos. Até 2016, a expectativa é que as atividades da empresa sejam transferidas de Caxias do Sul (RS) para o município fluminense, elevando as vagas geradas agora, de 1.200, para 2.500 empregos. A empresa iniciou as atividades no segundo semestre de 2014. Quando estiver em pleno funcionamento, terá capacidade para produzir 20 ônibus por dia e irá gerar ao longo dos anos de produção, cerca de 1.200 empregos diretos.

### Hotelaria
A cidade vem recebendo investimento no setor hoteleiro. Em outubro de 2017, o Ibis Styles inaugurou uma unidade na cidade com 126 leitos. Outra grande rede, o Intercity, deverá inaugurar em breve com cerca de 150 leitos.

### Habitação
Nos últimos  anos, Três Rios teve investimentos em  2.500 novas unidades habitacionais no setor privado, isso representa um crescimento 100% superior ao número de unidades construídas no período de 2002 a 2012. Além disso, 426 novas unidades habitacionais foram construídas pelo governo do Estado do Rio de Janeiro, em mais uma parceria com o município, no novo Bairro Habitat; e outros 228 apartamentos foram construídos pelo Governo Federal ( Minha casa, Minha Vida)

### Mobilidade

#### Viaduto
No dia 5 de julho de 2012 foi inaugurado no centro da cidade o Viaduto Antônio Teixeira Pinto que faz a ligação da Avenida Condessa do Rio Novo com a Rua Nelson Viana passando sobre a linha férrea.

#### Sistema viário
Após estudos e mapeamentos detalhados a prefeitura de Três Rios, e as secretarias de Transportes e Ordem Pública, junto a técnicos de engenharia e trânsito, foi implantado em 2011 o projeto viário da cidade com o intuito, de melhorar a fluidez do tráfego da cidade que mais cresce no interior do estado.

#### Revitalização
Em março de 2011, a Prefeitura junto ao Governo do Estado, inauguraram as obras de revitalização das Avenidas Castro Alves e Nelson Viana, duas das principais vias de acesso do município.

## Transportes

### Acesso
Três Rios possui fácil acesso à BR-040 para Belo Horizonte, Brasília e Rio de Janeiro, e à BR-393 para São Paulo e Vitória.
Possui também acessos ferroviários como a Linha do Centro (para Belo Horizonte e Rio de Janeiro) e a Linha Auxiliar (para Além Paraíba), ambas pertencentes à antiga Estrada de Ferro Central do Brasil.

### Automóveis
A frota municipal no ano de 2017 era de 34.966 veículos, sendo 19.081 automóveis, 1.154 caminhões, 189 caminhões trator, 1.322 caminhonete, 8.488 motocicletas, 1.725 motonetas, 236 ônibus e nove tratores de roda. As avenidas duplicadas e pavimentadas e diversos semáforos facilitam o trânsito na região central da cidade, mas devido o crescimento urbano de Três Rios, o número de veículos tem aumentado rapidamente nos últimos cinco anos, e isso está gerando um tráfego cada vez mais lento de carros, principalmente no centro do município.

### Transporte público
O transporte público em Três Rios é administrado pela Secretaria de Transportes, duas empresas que fazem o transporte municipal transportam  aproximadamente 120 mil passageiros por mês. Vinte e três linhas atendem todos os bairros diariamente, com o primeiro horário oferecido às 04h30 e o último às 23h30, com horários especiais de sexta-feira a domingo até às 03h30.

#### Terminais
Terminal Rodoviário Arsonval Macedo - Intermunicipais
Terminal Rodoviário Helio Soares - Municipais
No dia 17 de maio de 2013, foi inaugurado o Terminal Rodoviário Helio Soares (Terminal rodoviário municipal), localizado na Avenida Condessa do Rio Novo. Com instalações apropriadas para receber 18 mil usuários por dia.

### Táxis
Três Rios conta atualmente com uma frota de 102 veículos, distribuídos em 20 pontos espalhados pela cidade. A partir do segundo semestre de 2015 a cobrança passou a ser pelo taxímetro e os táxis passaram a ser padronizados.

### Trens
Três Rios é atualmente cortada pela Linha do Centro e pela Linha Auxiliar, pertencentes à Estrada de Ferro Central do Brasil, onde somente trafegam trens cargueiros operados pelas concessionárias VLI Multimodal e MRS Logística desde 1996, após a privatização da malha sudeste da Rede Ferroviária Federal (RFFSA). O município também possuiu um entroncamento ferroviário entre as linhas do Norte (parte desta, desativada em 1963 e suprimida em 1964) e de Caratinga (parte desta, desativada nos anos 1970 e suprimida nos anos 1980), ambas da antiga Estrada de Ferro Leopoldina.
A cidade sempre foi um tradicional ponto de parada de trens de passageiros de longo percurso, tanto para a EFCB como para a Leopoldina. Em seus últimos anos como tal, eram realizados embarques em dias alternados para Recreio ou para o Rio de Janeiro. O último trem de passageiros de longo percurso que circulou no município foi o Vera Cruz (Rio-Belo Horizonte) da RFFSA, desativado em 1990.
No momento, está prevista e confirmada para em breve ocorrer a volta da circulação de trens de passageiros na região, graças a uma parceria entre a Prefeitura de Três Rios, a ANTT, as concessionárias VLI e MRS e a OSCIP Amigos do Trem. Esta última é responsável pela implantação do Trem Rio Minas, um trem turístico interestadual que ligará a cidade até Cataguases, em Minas Gerais. O trajeto, de 168 km, reaproveitará os trechos da Linha Auxiliar da Central do Brasil e da Linha do Centro da Leopoldina, com o intuito de promover o turismo entre as regiões do Centro-Sul Fluminense e da Zona da Mata Mineira e de manter viva a preservação da memória ferroviária em ambas as regiões.

## Carnaval
O Carnaval da cidade é um dos mais tradicionais do interior do estado do Rio de Janeiro, sendo o maior e um dos mais ricos carnavais do estado. A festa movimenta cerca de 200 mil foliões para as ruas trirrienses, que se divertem com grandes shows, tradicionais blocos de rua da cidade, e no desfile das escolas de samba.

## Expo Fest
Três Rios Expo Fest é um festival de inverno que ocorre no mês de agosto. No evento já passaram grandes nomes da música brasileira.  
A festa é toda monitorada com presença de câmeras no local e ainda uma pequena Central de Monitoramento montada no Parque de Exposições. A última edição da festa foi em 2016.

## Pontal
O encontro dos rios Paraíba do Sul, Piabanha e Paraibuna, é reconhecido como o único delta triplo da América Latina. O local é o maior ponto turístico de Três Rios.
No local existe hotel e pousada, restaurante, grande mata nativa e prática de rafting.

## Estrutura urbana

### Educação

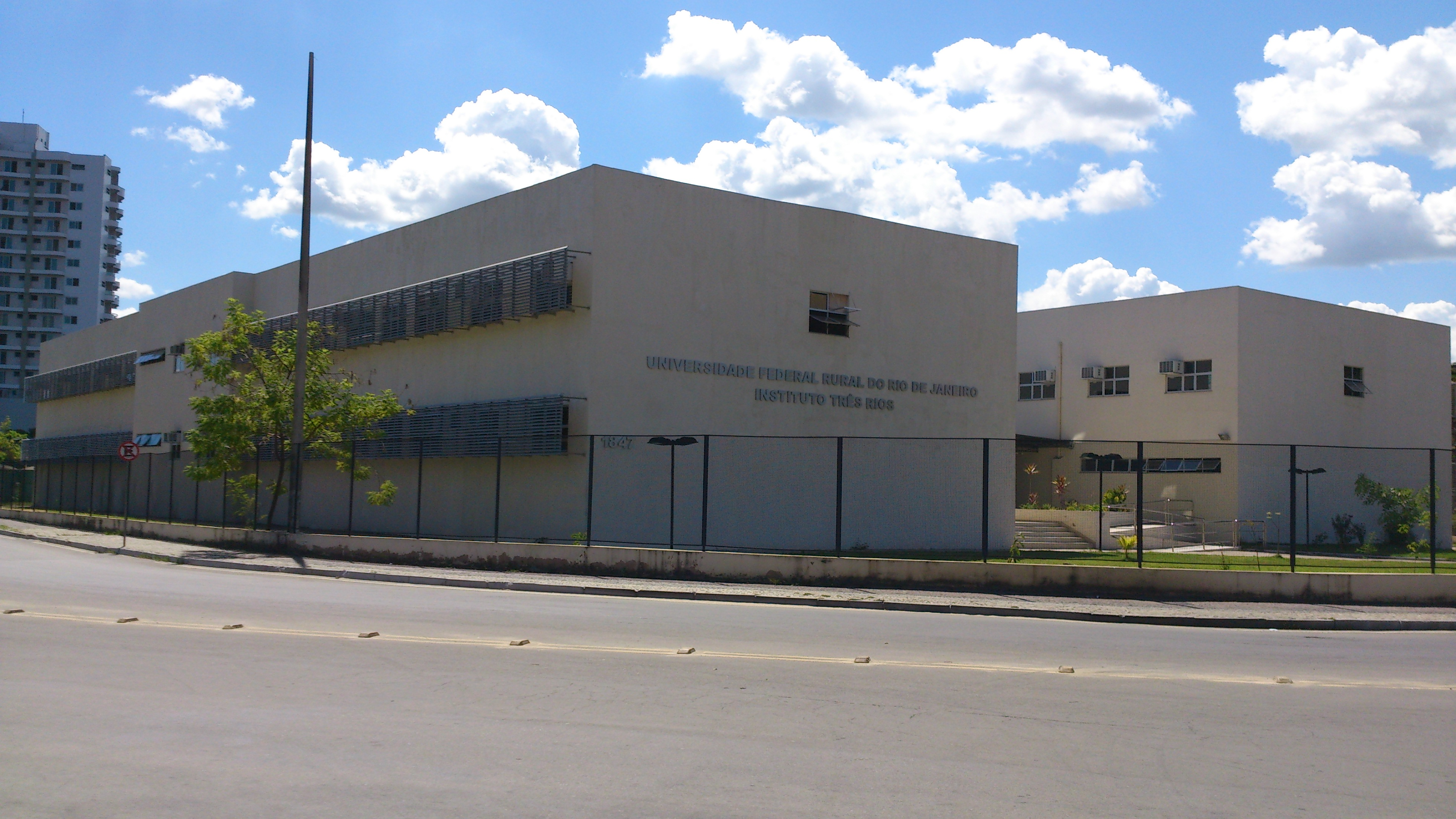
UFRRJ - Campus Três Rios

Três Rios possui 21 257 matrículas nas redes escolares, sendo 2.295 no pré-escolar, 11 084 no ensino fundamental e 3013 no ensino médio, conforme o censo escolar de 2018.
Faculdade de Engenharia Civil - Univértix Trirriense
Na cidade de Três Rios existe a Faculdade Univértix que desde 2016 está oferecendo o curso de Engenharia Civil. Em 2017 a previsão que novos cursos como: Enfermagem, Farmácia, Engenharia Mecânica, Administração e Ciências Contábeis sejam oferecidos também pela Univértix. 
Suprema - Faculdade de Ciências Médicas - FCM/TR
Autorizada mediante a portaria nº 504 de julho de 2018, depois de um processo de edital iniciado em 2014, tendo o primeiro vestibular sendo agendado para agosto do mesmo ano, a cada vestibular 50 alunos na modalidade bacharelado iniciam seus estudos em medicina.
UFRRJ
A história da Rural, em Três Rios, teve início em 1998. O instituto foi instalado provisoriamente no prédio do Colégio Entre Rios e, posteriormente, no prédio do Colégio Ruy Barbosa. Hoje o Instituto dispõe de uma Sede própria, localizada à Avenida Prefeito Alberto da Silva Lavinas, 1847 - Centro - Três Rios.
FAETEC
A unidade da Faetec, foi inaugurada em 2001 em Três Rios tendo operado por 11 em um ciep municipalizado,tendo sua moderna e atual sede sido inaugurada em 2012, possui uma Faculdade de Educação Tecnológica do Estado do Rio de Janeiro (Faeterj) e um Centro de Vocação Tecnológica (CVT), localizada na Av. Circular Ocidental, 70.
CEDERJ
O CEDERJ oferta atualmente oito cursos e atende mais de 1500 alunos.
Bibliotecas
- Biblioteca Municipal Castro Alves - Centro
- Biblioteca Municipal Olavo Bilac - Vila Isabel
- Biblioteca do SESC - Nelson Viana
- Biblioteca da Universidade Federal Rural do Rio de Janeiro - UFRRJ- Alberto Lavinas

### Segurança pública
Monitoramento
Desde 2011, a cidade de Três Rios conta com um dos mais modernos sistemas de monitoramento por câmeras do país. São 53 câmeras conectadas a uma Central de Comando e Controle, e outras 13 deverão entrar em funcionamento. Com isso, a relação será de uma câmera para cada 1.192 moradores, fazendo de Três Rios a cidade com maior número de câmeras per capita do país.
A cidade foi destaque no último relatório de Segurança enviado pela secretaria de Estado de Segurança - SESEG, com duas premiações consecutivas de redução de criminalidade. 
O secretário de Ordem Pública e Segurança, representou o município no III Encontro Regional de Gestores sobre Segurança Pública, que aconteceu em Nova Friburgo, foram discutidas as iniciativas  primárias de prevenção à criminalidade e na mesma semana o relatório com os resultados do Estado saíram, mostrando que a cidade de Três Rios já se tornou referência na área de segurança pública.
O município de Três Rios faz parte da 7ª RISP - Regiões Integradas de Segurança Pública que, de acordo com indicadores gráficos da SESEG, teve o menor percentual comparado a todas as outras RISPs do Estado, com menor índice de letalidade violenta, com 2,1%; roubo de veículos com 0,2% e roubo de rua com 0,5%. 
Polícia
Na cidade de Três Rios fica situada a 1ª CIA do 38º Batalhão de Polícia Militar (PMERJ),  subordinado ao 7.º Comando de Policiamento de Área (PMERJ) - Nova Friburgo.  O batalhão cobre todos os municípios de Três Rios, Paraíba do Sul, Sapucaia, Areal e Comendador Levy Gasparian
Corpo de Bombeiros
Na cidade de Três Rios fica situada o Destacamento Bombeiro Militar  1/15 (CBMERJ) Três Rios, subordinado ao Grupamento de Bombeiro Militar 15° GBM (Petrópolis).

### Saúde
Todo o crescimento do município de Três Rios gerou a necessidade de adequações, especialmente no setor da Saúde, que se renova a cada dia para atender às crescentes demandas
- SAMU - Bairro (Triângulo)
- Hospital de Clínicas Nossa Senhora da Conceição (HCNC) - Bairro Centro
- Hospital Municipal  (Clinica) - Bairro Centro
- Clínica da Família José da Silva - Bairro Vila Isabel
- Clínica Instituto Elisedape - Bairro Centro
- Unidade de Pronto Atendimento (UPA) - Bairro Triângulo
- Programa Saúde da Família (PSF's) nos bairros.

### Esportes
- América Futebol Clube
- Entrerriense Futebol Clube
- Clube Atlético Entre Rios
- Clube Social Olímpico Ferroviário
- Três Rios Futebol Clube
- Desportivo Atlético Clube
- Domum Vôlei Clube

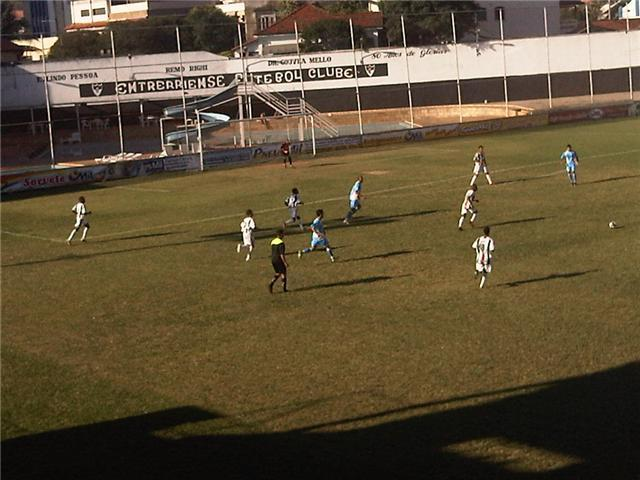
Estádio Odair Gama, em Três Rios

- Três Rios Railroads Futebol Americano(inativo)

Estádios de futebol
Três Rios, conta hoje com dois estádios de futebol:
- Estádio Odair Gama, com capacidade para dez mil torcedores, e tem como proprietário o Entrerriense Futebol Clube
- Estádio Arthur Sebastião de Toledo Ribas, com capacidade para cinco mil torcedores, e tem proprietário América Futebol Clube

## Cultura e lazer

### Cultura
O município possui diversas atrações turísticas. De acordo com a prefeitura, existem na cidade 17 pontos turísticos, tais como montanhas, igrejas, fazendas e monumentos, entre outros.
Casa da Cultura
A Casa da Cultura está instalada no prédio do antigo Fórum de Três Rios.
Construído na década de 1920, sendo o primeiro prédio a ser construído na Praça São Sebastião. O prédio teve suas primeiras funcionalidades como escola, e anos mais tarde passou a ser a sede do Fórum de Justiça da cidade até 1998. Após a transferência de quase todo o poder judiciário para o bairro Margem Direita , o prédio foi cedido à Prefeitura Municipal para abrigar a Casa de Cultura. No andar térreo, funciona o Juizado Cível.
Biblioteca Castro Alves
A nova biblioteca, que foi construída por Furnas e está inserida no programa ambiental Apoio aos Municípios do Projeto Básico Ambiental (PBA) do Aproveitamento Hidrelétrico (AHE) de Simplício, conta com uma sala infanto-juvenil com livros direcionados para as crianças e adolescentes; sala multi-meios com televisão, para apresentação de vídeos,livros em braile e audiolivros com fone para deficientes, além de computador com acesso à internet para pesquisas; uma sala de acervo geral que inclui livros com autores trirrienses e uma sala comunitária onde poderão ser realizadas palestras e cursos. O entorno da biblioteca conta com  o Parque Cultural Domingos Aguiar.
Casa de Pedra
A Casa de Pedra está instalada na antiga estação de carga e descarga da Estrada de Ferro Leopoldina. Supõe-se que o material e a mão de obra para a construção da estação tenham vindo da Europa.
Segundo relatos de pessoas que trabalharam na Rede Ferroviária Federal (RFFSA), a antiga estação foi construída no final do século XIX e marcou a história por sua beleza arquitetônica em madeira e pedra. A Estação de Pedra ou Casa de Pedra, como é conhecida popularmente, abriga o Espaço da Ciência, programa de apoio à ciência e tecnologia.
Ponte das Garças
Localizada no bairro homônimo, é um grande empreendimento projetado pelo engenheiro José Koeller no século XIX, com seu nome oficial de Ponte do Paraíba.
Sua construção se iniciou em 1859, e sua inauguração aconteceu em 23 de junho de 1861, com a presença do Imperador D. Pedro II. Durante longo tempo serviu como ponte rodoviária e ferroviária. Paralela à ponte de ferro, foi construída uma ponte de concreto para o uso da rodovia Estrada União e Indústria. Embora seu nome oficial seja Ponte do Paraíba, foi tombada e batizada popularmente como Ponte das Garças.
Capela Nossa Senhora da Piedade
Foi construída no século XIX, localizada no bairro do Cantagalo. Considerada o marco da fundação da cidade de Três Rios. Nela existe uma réplica da imagem La Pietá de Michelangelo. Possui um cemitério histórico onde estão sepultados a Condessa do Rio Novo, e seus pais Barão e Baronesa de Entre-Rios além de alguns membros da família do Visconde de Entre-Rios.
Igreja Matriz de São Sebastião

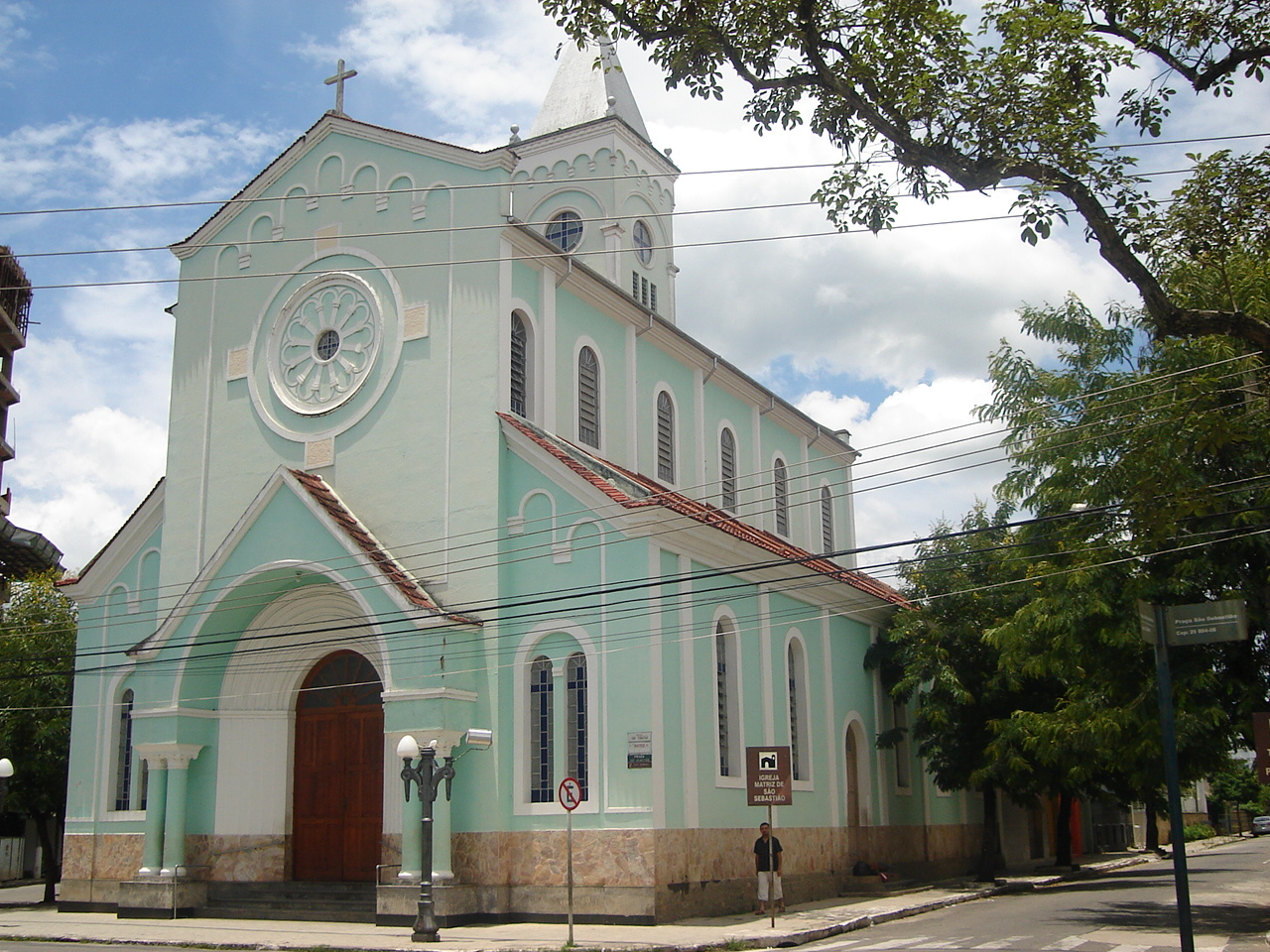
Igreja Matriz

Construída na Praça São Sebastião na primeira metade do século XX, tendo no entorno casas e edifícios residenciais e teatro. Recentemente passou por uma reforma interna que recuperou a pintura e os afrescos originais.
Igreja São Judas Tadeu
Capela de arquitetura simples, que retrata a devoção do povo católico.
Fica situada em local de fácil acesso, e com uma vista panorâmica do centro da cidade.
Fazenda Bemposta
A Fazenda Bemposta foi construída no então distrito de Bemposta, no século XIX, possui 42 cômodos, e conta com duas paredes internas recobertas por tecido francês da década de 1930.

### Lazer
Fonte: Prefeitura de Três Rios
Avenida Alberto Lavinas (Beira Rio)
A avenida é um  dos principais pontos de lazer da cidade de Três Rios, é o local escolhido pelas pessoas para caminhadas, e passeios de bicicleta, a avenida possui uma ciclovia ao logo de toda sua extensão. Nos domingos e feriados, o trânsito fica impedido em parte desta avenida para que as pessoas possam desfrutar de mais espaço para praticar  esportes, passear, se relacionar e experimentar serviços extras que são oferecidos como aulas, concertos, feiras e etc.
Além disso, em setembro de 2011, foi inaugurada a Praça de Esportes na Alberto Lavinas, praça essa que possui: academia ao ar livre, deck sobre o Rio Paraíba do Sul, parque infantil, pista de skate, quadra de areia, quadra de grama sintética, e além disso, restaurante, lanchonete, sorveteria e uma base da guarda civil municipal.
Mirante da Torre
A montanha tem em torno 800 metros de altitude, no mirante das torres tem-se uma vista privilegiada de toda cidade de Três Rios, de seu entorno, do vale do Paraíba do Sul e do encontro dos rios com a BR 393, na Margem Direita.
Praças
O município conta com diversas praças espalhadas por toda a cidade e a maioria delas precisam de reparos. Algumas tiveram as reformas iniciadas nos últimos cinco anos, mas a maioria das obras não foram concluídas por falta de verba e estão abandonadas.
Parque Cultural Domingos Aguiar
Inaugurado em 23 de julho de 2015, o parque conta com brinquedos, área verde, pista para caminhada, biblioteca e deck na margem direita do Rio Paraíba do Sul, na Av. Tenente Enéas Torno.

## Monumentos
- Estátua da Mãe Preta - Rua Professor Moreira, Vila Isabel
- Estátua de Juscelino Kubitschek - Praça São Sebastião, Centro
- Monumento demonstrativo da inauguração do ramal do centro da Estrada de Ferro Central do Brasil - Avenida Condessa do Rio Novo, Centro
- Monumento Zumbi dos Palmares - Praça Zumbi do Palmares, Morada do Sol
- Busto de Getúlio Vargas - Praça da Autonomia, Centro
- Bustos de Walter Gomes Francklin e Tancredo Neves - Praça São Sebastião, Centro

### Música
- Fiamma Música e Arte
- Grêmio Musical 1 de Maio
- Coral Municipal
- Banda Musical Sinfonia Celeste
- Associação Cultural Eu Não Espero Acontecer
- Camerata Municipal de Violões
- Corporação Musical Condessa do Rio Novo (COMUCRN)

## Manifestações, usos tradicionais e populares
- Festival do Milho da Igreja Metodista Central de Três Rios - Rua Presidente Vargas, Centro
- Festa de São Sebastião, o Padroeiro da cidade ocorre no dia 20 de Janeiro - Praça São Sebastião, Centro
- Festa de São José Operário, acontece no dia 1 de Maio - Avenida Zoelo Sola, Triângulo
- Festa de Nossa Senhora de Fátima, acontece no 13 de Maio - Avenida Antônio Teixeira Peçanha, Monte Castelo
- Festa de São João Batista, acontece no dia 24 de Junho - Primeira Rua, Caixa D'Água
- Procissão de São Cristóvão - 25 de Julho - conta com a participação de veículos de todos os tipos e em grande número pela cidade.
- Festa de Santa Teresinha, acontece no dia 1 de Outubro - Avenida Jorge da Costa Soares, Santa Terezinha
- Festa de Santa Luzia acontece no dia 13 de Dezembro - Avenida Samir Nasser, Vila Isabel
- Procissão de Corpus Christi - Conta com a participação de grande parte de toda a cidade. As ruas, neste dia, são decoradas com flores e uma variedade de materiais que são aplicados artisticamente por artesão, pintores e decoradores do local - Rua Carlos Ribas, e Praça São Sebastião, Centro

## Filhos ilustres
- Felipe Vizeu
- Letícia Lima
- José Roberto Lopes Padilha
- Celso Jacob
- Guilherme Costa Marques
- Alex Cowboy
- Alberto Lavinas
- Renata do Posto
- Condessa do Rio Novo
- Alexander Moreira-Almeida
- Raleigh Ramalho
- Denisar Arneiro

## Dados estatísticos

### IDH
| IDH         | 1991  | 2000  |  |
| ----------- | ----- | ----- |  |
| Renda       | 0.628 | 0.703 |  |
| Longevidade | 0.728 | 0.751 |  |
| Educação    | 0.818 | 0.893 |  |
| Total       | 0.725 | 0.782 |  |

### Índice de Gini
| 2003 |
| ---- |
| 0,43 |